# Сулейманов Магомед-Шапі Камільович
Магомед-Шапі Камільович Сулейманов (рос. Магомед-Шапи Камильевич Сулейманов, нар. 16 грудня 1999, Махачкала) — російський футболіст, нападник клубу «Аріс Салоніки».

## Клубна кар'єра
Народився 16 грудня 1999 року в місті Махачкала. Його батьки — вихідці села Чираг Агульского району. Футболом почав займатися в 6 років в РСДЮШОР № 2 Махачкали у тренерів Семена Валявського, Мурзи Мурзаєва і Рустама Ізбулатова. У 2013 році перебрався в академію «Краснодара».
12 березня 2017 року дебютував на професійному рівні в грі проти «Ангушта» за дублюючу команду «Краснодар-2» у Першості ПФЛ, третьому за рівнем дивізіону Росії. А вже 16 липня 2017 року дебютував за першу команду у російській Прем'єр-лізі в поєдинку проти «Рубіна», вийшовши на заміну на 90-ій хвилині замість Рікардо Лаборде, ставши наймолодшим вихованцем академії «городян», який зіграв у складі клубу в офіційному матчі.
27 липня 2017 року в матчі третього кваліфікаційного раунду Ліги Європи 2017/18 проти данського «Люнгбю» (2:1) вийшов на заміну на 81-й хвилині і забив гол на 3-й компенсованій хвилині другого тайму. Таким чином Сулейманов у віці 17 років 7 місяців та 11 днів став наймолодшим футболістом в історії російських і радянських команд, якому вдалося відзначитися у єврокубковому матчі, побивши рекорд Серія Родіонова, встановлене у 1980 році. 26 серпня 2018 року забив дебютний гол у чемпіонаті Росії, відзначившись у ворота «Оренбурга» (1:1).
1 вересня 2018 року забив гол у ворота московського «Локомотива», а в грі з «Крилами Рад» 24 вересня на 80-й хвилині відзначився, забивши четвертий гол у сезоні.
Влітку 2021 був орендований клубом «Гіресунспор».

## Виступи за збірні
2015 року дебютував у складі юнацької збірної Росії, взяв участь у 10 іграх на юнацькому рівні, відзначившись 2 забитими голами. Був учасником Меморіалу Валентина Іванова в 2014 році.